# Vitín (Malé Březno)
Vitín (německy Wittine) je zaniklá vesnice v okrese Ústí nad Labem. Stával asi dva kilometry východně od Malého Března a 1,7 kilometru severně od Leštiny na západním úbočí Bukové hory v Českém středohoří v nadmořské výšce 430 metrů. Zanikl v padesátých letech dvacátého století. Dosud existuje katastrální území Vitín u Malého Března s rozlohou 2,28 km².

## Název
Název vesnice byl odvozen přivlastňovací příponou z osobního jména Víta. V průběhu dějin se objevovalo ve tvarech: in Vitinie (1397), Wytin (1548), Wittin (1654), Witina (1787), nebo Wittine a Witina (1833).

## Historie
První písemná zmínka o vesnici je z roku 1397.

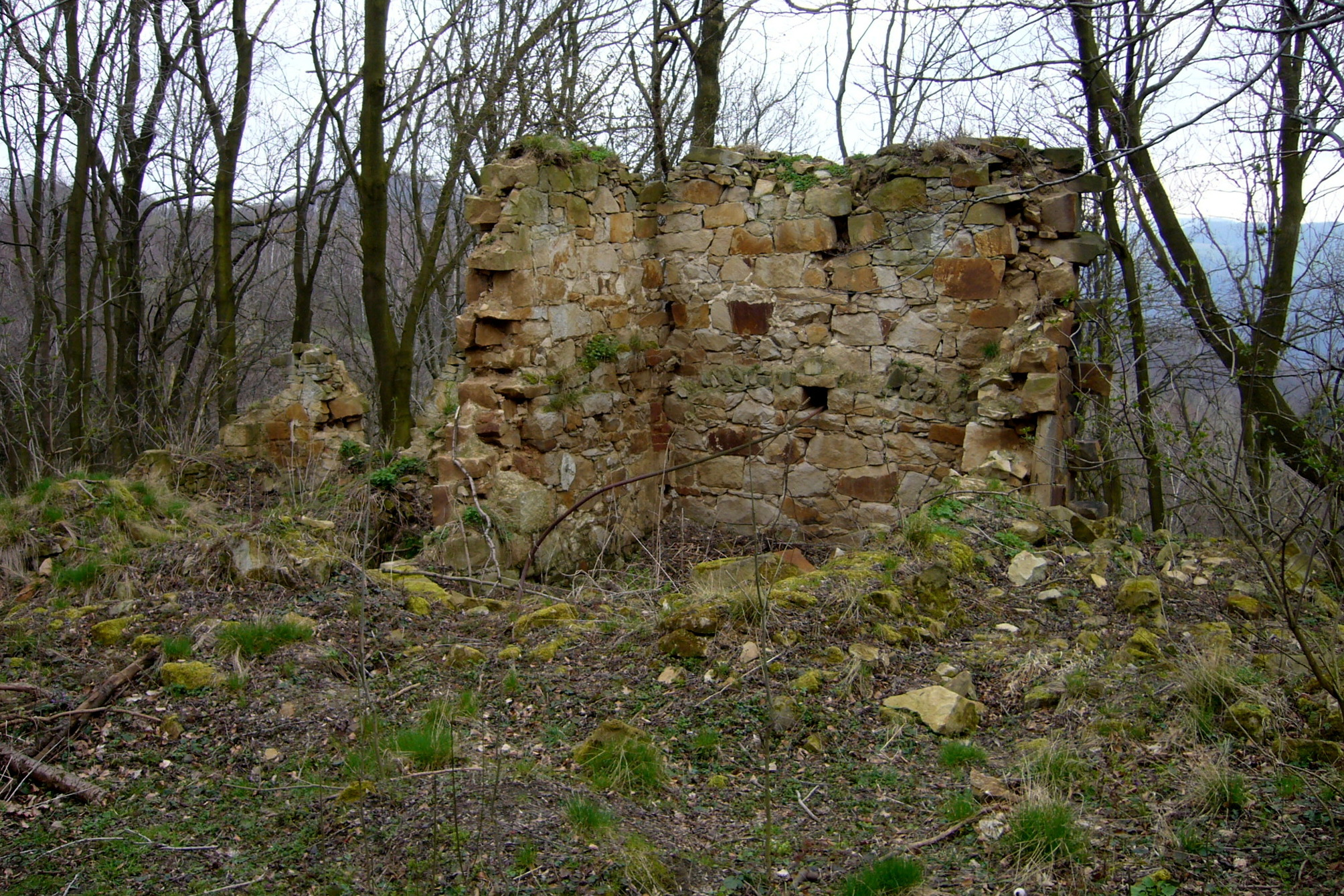
Zřícenina domu

Po vysídlení Němců z Československa se vesnice vylidnila. Podařilo se ji sice dosídlit vojenskými vysloužilci původem většinou z Podkarpatské Rusi, kteří ji však postupně opouštěli. Poslední člověk se z Vitína odstěhoval v roce 1965. V roce 2014 nabídl Úřad pro zastupování státu ve věcech majetkových pozemky, na kterých vesnice stála, k prodeji za 405 tisíc korun.

## Obyvatelstvo
Při sčítání lidu v roce 1921 zde žilo 96 obyvatel (z toho 41 mužů) německé národnosti a římskokatolického vyznání. Podle sčítání lidu z roku 1930 měla vesnice 106 obyvatel se stejnou národnostní a náboženskou strukturou.
|           | 1869 | 1880 | 1890 | 1900 | 1910 | 1921 | 1930 | 1950 | 1961 | 1970 | 1980 | 1991 | 2001 | 2011 |
| --------- | ---- | ---- | ---- | ---- | ---- | ---- | ---- | ---- | ---- | ---- | ---- | ---- | ---- | ---- |
| Obyvatelé | 119  | 130  | 120  | 90   | 110  | 96   | 106  | 10   | .    | .    | .    | .    | 7    | 10   |
| Domy      | 17   | 17   | 17   | 17   | 18   | 18   | 19   | 16   | .    | .    | .    | .    | 2    | 2    |